# Nomen est omen
Nomen est omen is een Latijnse uitdrukking met de betekenis: de naam is een voorteken (omen).
De Romeinen waren van mening dat iemands naam iets zei over zijn lot. De uitspraak is afkomstig uit een toneelstuk van de komediedichter Plautus, waarin iemand het advies krijgt op de slavenmarkt het meisje Lucris 'lucratief' te kopen, met als argument dat alleen al haar naam en de voorbetekenis ervan de prijs waard zijn.
Strikt genomen verwijst de term dus niet naar families wier naam in de 18e eeuw is ontstaan uit hun beroep, maar naar mensen wier levensloop toevalligerwijs goed past bij hun naam waaronder ze geboren zijn. In de laatste heerst uiteraard wel een spanningsveld; als je als "de Boer" wordt geboren in een boerenfamilie kun je je afvragen of het de familieachtergrond, de naam, of beide iets zeggen over het beroep dat je uiteindelijk uitoefent.
Niet alleen in de Oudheid maar ook later waren er theorieën over het feit of een naam iets zei over het beroep maar ook bijvoorbeeld over het karakter van iemand. Wat er eerst was, de naam, zou dan volgens sommigen zelfs kunnen leiden tot een determinisme of een voorbestemming. Een vaak geciteerd voorbeeld is Carl Gustav Jung die in een publicatie van 1952 over synchroniciteit, het al of niet toevallig samenlopen of samen gebeuren van dingen, ingaat op dit onderwerp. Hij somt daarbij enkele voorbeelden op met daarbij een merkwaardig rijtje van enkele toenmalige filosofen onder wie hijzelf.
"...Herr Freud (vreugde) heeft het vooral over lust, Herr Adler (arend) over de wil om macht, Herr Jung (jong) over het idee van wedergeboorte…"
Hoewel het geloof hierin tegenwoordig afgenomen is, wordt de uitdrukking nog wel gebruikt als men iemand ontmoet van wie de naam iets te maken lijkt te hebben met het beroep dat iemand uitoefent. Ook het geven van een "goede naam" aan een kind wijst nog naar de oude opvatting.

## Voorbeelden
- Rijkman Groenink (1949), Nederlands bankier.
- Willem Metzelaar (1849 - 1918), Nederlands architect die verantwoordelijk was voor de bouw van justitiële inrichtingen.
- Sabine Uitslag (1973), Voorzitter van de Nederlandse Vereniging van Huidtherapeuten.
- Gert Oostindie (1955), Nederlands historicus gespecialiseerd in Nederlandse koloniale geschiedenis.